# دون هاجرتي
دون هاجرتي (بالإنجليزية: Don Haggerty)‏ مواليد 3 يوليو 1914 في بكبسي، نيويورك، الولايات المتحدة - الوفاة 19 أغسطس 1988 في كوكاو بيتش، فلوريدا، الولايات المتحدة، هو ممثل أمريكي بدأ مسيرته الفنية سنة 1952. امتدت مسيرته الفنية لأكثر من 29 عاما. درس في جامعة براون.

## الأعمال
- سايد ستريت
- هناك شخص ما يعجب بي
- ذا كيلرز

## روابط خارجية
- دون هاجرتي على موقع IMDb (الإنجليزية)
- دون هاجرتي على موقع أول موفي (الإنجليزية)
- دون هاجرتي على موقع قاعدة بيانات برودواي على الإنترنت (الإنجليزية)
- دون هاجرتي على موقع قاعدة بيانات الفيلم (الإنجليزية)